# Polo do frio
Os polos do frio são os nomes dos locais onde houve a temperatura mais baixa já registrada, tanto no hemisfério norte como no hemisfério sul.

## Hemisfério norte
No hemisfério norte, existem vários locais da República da Iacútia, Sibéria, Rússia que podem ser considerados como "Polo do Frio". São eles: Verkhoyansk (localizado a 67°33′N 133°23′E) e Oymyakon (a 63°15′N 143°9′E).
Em Dezembro de 1868 e em Fevereiro de 1869, I. A. Khudyakov fez a descoberta do Polo Norte do Frio medindo a temperatura recorde de -63,2°C (-82°F) em Verkhoyansk.
Mais tarde, em 15 de Janeiro de 1885, foi registrada uma temperatura de -67,8°C (-90°F) por S. F. Kovalik, que se tornou o novo recorde do mundo e ainda permanece como tal no Hemisfério Norte.
Esta temperatura foi publicada em Annals of the General Physical Observatory em 1892, contudo os valores estavam errado: -69,8°C (-93°F), sendo posteriormente corrigido. Em alguns locais este valor pode ainda surgir, ainda que esteja incorreto.
Em 6 de janeiro de 1933 foram medidos -67,7°C (-89,9°F) em Oymyakon, que quase superava a temperatura de Verkhoyansk, pelo que esta cidade ainda permanece como o verdadeiro Polo Norte do Frio.
Contudo, na prática as temperaturas são arredondadas para o grau Celsius mais próximo, o que faz com que as duas cidades partilhem o recorde de -68°C. Por outro lado, não é correto comparar dados medidos em anos diferentes e com equipamentos diferentes. Um processo mais recente consiste em comparar as temperaturas médias, e nesta média Oymyakon aparecem com temperaturas mais reduzidas ao longo de 70 anos de observações simultâneas.
Outro candidato possível é a povoação isolada de Tomtor, também em Sakha.

## Hemisfério sul
No Hemisfério sul, o polo do frio é na Antártida, junto da estação Russa (na altura soviética) de Vostok, na Antártida (78°28′S 106°48′E). A temperatura lá registrada estabeleceu o recorde de -89,2°C (-129,8°F).
No entanto, crê-se que Vostok não será o local mais frio da Antártida, e existirão locais (em especial o local designado Dome A) que em geral são mais frios. Estações de monitorização no continente são poucas e muito afastadas entre si. Até 1995, Vostok era a única no planalto Antártico acima dos 3000 m de altitude, sem nenhuma outra estação num raio de centenas de quilómetros. Temperaturas abaixo de -89,2°C, se tiverem ocorrido em outros locais, não foram registadas. A estação automática em Dome A foi instalada em 2005, e registou -82,5°C em 2010. Há ainda uma série de medidas por satélite tiradas entre 2010 e 2013 que encontraram vários locais ao longo de um tergo entre Dome A e Dome F com temperaturas estimadas entre -92ºC e -94°C, com o valor de confiança a rondar -93.2ºC a ser registado em agosto de 2010, no ponto  81.8°S, 59.3°E, à altitude de 3900 m. Estas temperaturas extremamente baixas foram encontradas em locais um pouco abaixo do pico do tergo de gelo, onde o ar frio fica preso.